# Sache Poroineanu

Sache Poroineanu.

Sache Poroineanu (1838-1906) a fost un militar român.
În perioada 1898-1899, Sache Poroineanu a îndeplinit funcția de comandant al Jandarmeriei Române.
1. ↑  https://www.slideshare.net/gruianul/necropola-capitalei-bezviconi-gheorghe-g-19101966 G. Bezviconi - Necropola Capitalei - București 1972